# Cepivo proti gripi
Cepivo proti gripi ali cepivo proti influenci je cepivo, ki zaščiti pred okužbo z virusom gripe. Nove različice cepiva se pripravijo dvakrat na leto, saj se virus gripe hitro spreminja. Čeprav se učinkovitost cepiva spreminja od leta do leta, večina teh cepiv zagotavlja zmerno do visoko raven zaščite pred gripo. Center za preprečevanje in nadzor bolezni (CDC – Center for Disease Control and Prevention) ocenjuje, da cepljenje proti gripi zmanjšuje zbolevnost, število obiskov pri zdravniku, število bolnišničnih zdravljenj in smrtnost. Ob okužbi cepljenega delavca se delavec vrne na delo povprečno pol dneva prej. Učinkovitost cepiva pri mlajših od dveh let in pri starejših od 65 let ostaja zaradi pomanjkanja raziskav visoke kakovosti negotova. Cepljenje otrok lahko zaščiti otroke v njihovi bližini.
Svetovna zdravstvena organizacija (SZO) in ameriški Center za nadzor in preprečevanje bolezni (CDC) priporočata letno cepljenje skoraj vseh ljudi, starejših od šest mesecev, še zlasti pa tistih z velikim tveganjem. Letno cepljenje skupin z velikim tveganjem priporoča tudi Evropski center za preprečevanje in nadzor bolezni (ECDC – European Centre for Disease Prevention and Control). Te skupine vključujejo nosečnice, starejše, otroke med šestimi meseci in petimi leti starosti, ljudi z nekaterimi zdravstvenimi težavami in ljudi, ki delajo v zdravstvu.
Cepiva so na splošno varna. Vročina se pojavi pri petih do desetih odstotkih cepljenih otrok. Pojavita se lahko tudi prehodna bolečina v mišicah in občutek utrujenosti. V posameznih letih so cepivo povezali s povečanjem pojavnosti Guillain–Barrejévega sindroma med starejšimi z deležem približno enega primera na milijon odmerkov. Čeprav večino cepiv proti gripi izdelajo z uporabo jajc, jih priporočajo tudi za ljudi s hudo alergijo na jajca. Cepiva proti gripi pa niso priporočljiva za ljudi s hudo alergijo na predhodno različico samega cepiva. Cepivo je na voljo z inaktivirano in oslabljeno obliko virusov. Živo, oslabljeno cepivo se na splošno odsvetuje pri nosečnicah, otrocih, mlajših od dveh let, odraslih, ki so starejši od 50 let, in ljudeh z oslabljenim imunskim sistemom. Glede na farmacevtsko obliko se lahko cepivo injicira v mišico, razprši v nos ali injicira v srednjo plast kože (intradermalno). Intradermalno cepivo v sezonah gripe 2018–2019 in 2019–2020 ni bilo na voljo.
Cepljenje proti gripi se je začelo v 1930. letih, v ZDA pa je cepivo postalo širše dostopno po letu 1945. Gre za eno od osnovnih zdravil Svetovne zdravstvene organizacije, ki so najvarnejša in najučinkovitejša zdravila v zdravstvu. Cena za prodajo na debelo je bila leta 2014 v svetu v razvoju približno 5,25 USD na odmerek. V ZDA stane cepivo manj kot 25 USD na odmerek.